# Acroceratitis striata
Acroceratitis striata är en tvåvingeart som först beskrevs av Walter Wilson Froggatt 1909.  Acroceratitis striata ingår i släktet Acroceratitis och familjen borrflugor.
Artens utbredningsområde är Sri Lanka. Inga underarter finns listade i Catalogue of Life.